# Canard amazonette
Amazonetta brasiliensis
Genre
Espèce
Statut de conservation UICN

 LC  : Préoccupation mineure
Le Canard amazonette ou Sarcelle du Brésil  (Amazonetta brasiliensis) est une espèce de canards barboteurs sud-américains de la famille des anatidés.

## Description
Amazonetta brasiliensis est la seule espèce du genre Amazonetta. Il semble que les espèces qui lui soit le plus proche soit le Canard huppé et le Canard à lunettes, deux autres canards atypiques sud-américains, groupe qui pourrait également inclure les Brassemers.

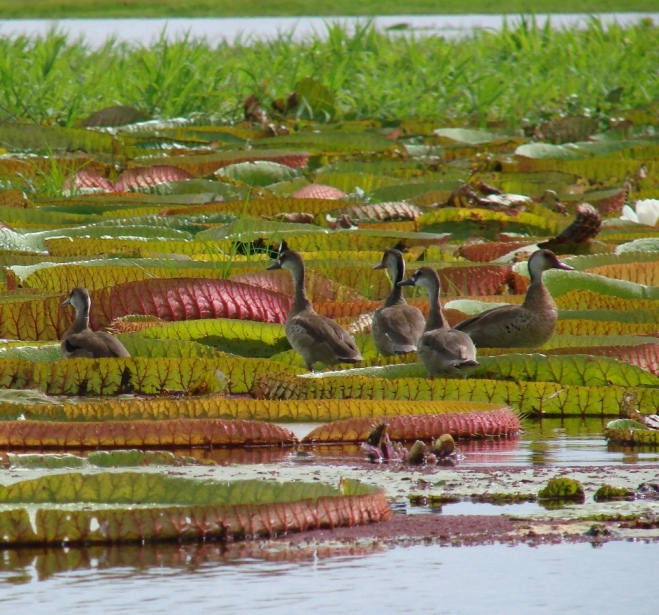
à Monte Alegre (Pará)
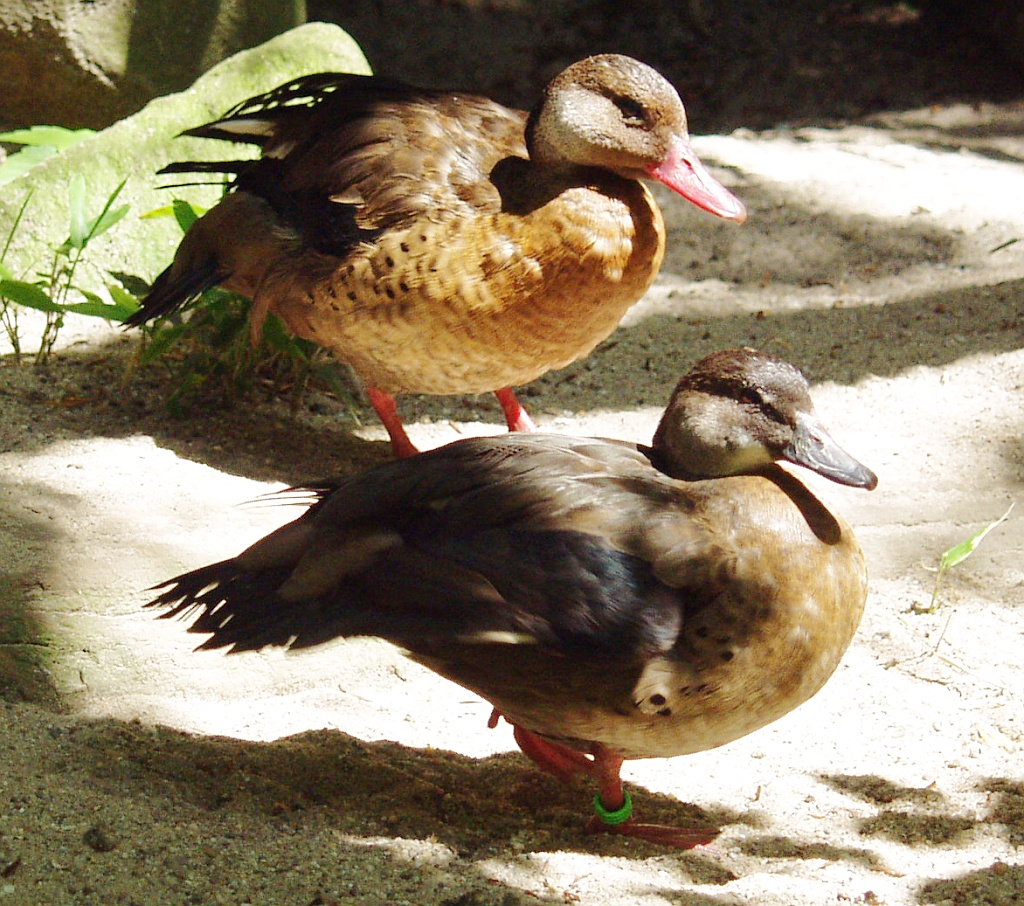

## Sous-espèces
Selon la classification de référence du Congrès ornithologique international (version 15.1, 2025) :
- Amazonetta brasiliensis brasiliensis (Gmelin, JF, 1789) — de l'est de la Colombie à l'est du Brésil ;
- Amazonetta brasiliensis ipecutiri (Vieillot, 1816) — de l'est de la Bolivie au sud du Brésil et au nord de l'Argentine.

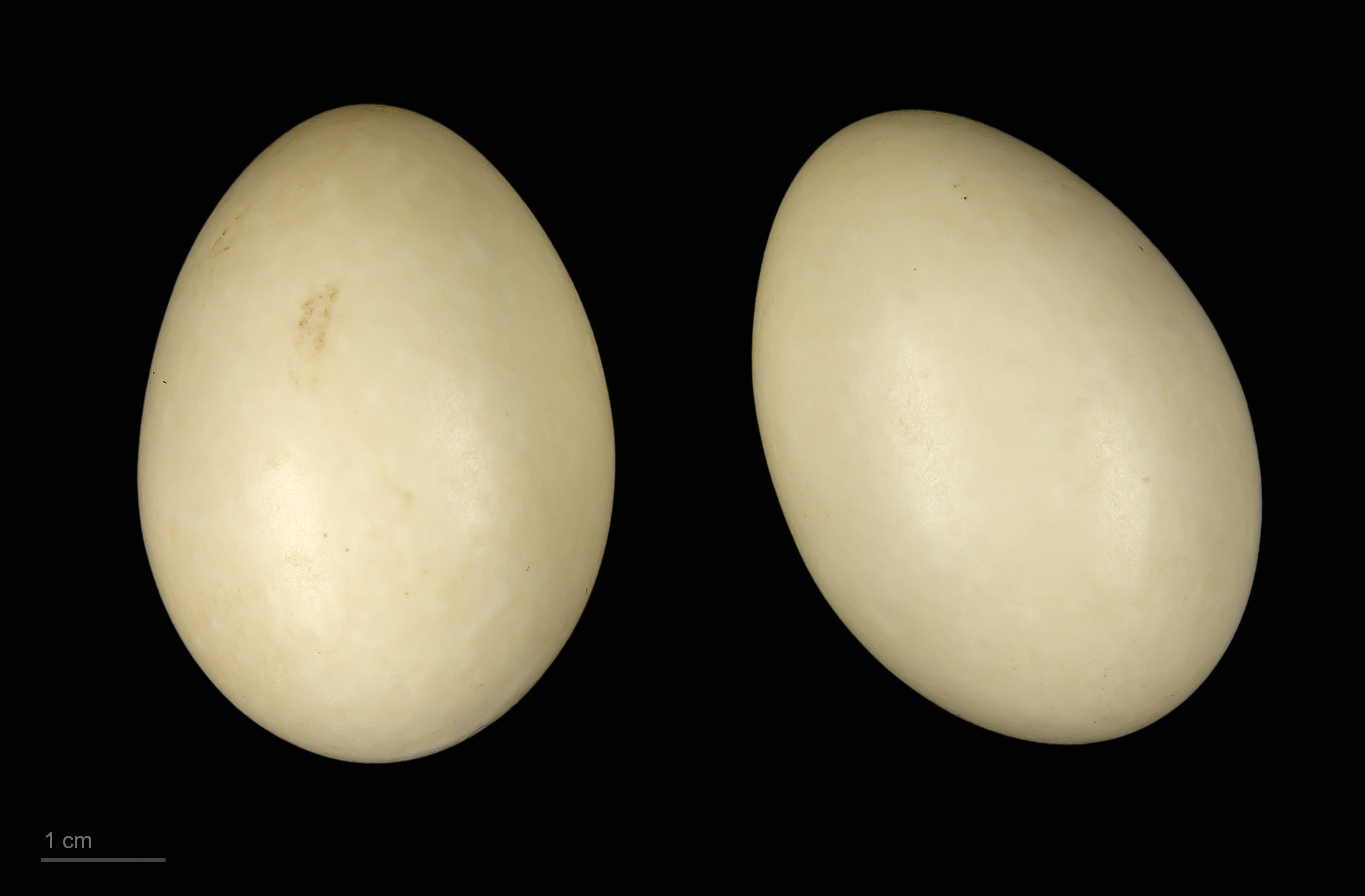
Amazonetta brasiliensis - MHNT